# به راه خود می‌روم
به راه خود می‌روم (به انگلیسی: Going My Way) فیلمی ۱۳۰ دقیقه‌ای در سبک کمدی-درام به کارگردانی لئو مک‌کری است که در سال ۱۹۴۴ منتشر شد.

## بازیگران
- بینگ کرازبی
- بری فیتزجرالد
- ریسا استیونز
- فرانک مک‌هیو
- جیمز براون
- جین لاکهارت
- پرتر هال
- فورتونیو بونانووا
- جین هتر
- Eily Malyon
- ویلیام "بیل" هنری
- جک نورتون

## عوامل تولید
- ادیت هد - طراح لباس

...